# Сухарево (Усть-Кубинский район)
Сухарево — деревня в Усть-Кубинском районе Вологодской области.
Входит в состав Заднесельского сельского поселения (с 1 января 2006 года по 9 апреля 2009 года входила в Томашское сельское поселение), с точки зрения административно-территориального деления — в Томашский сельсовет.
Расстояние до районного центра Устья по автодороге — 40,5 км, до центра муниципального образования Заднего по прямой — 16 км. Ближайшие населённые пункты — Горка-2, Житнихино, Погорелово, Ковыриха, Никитинское, Скорятенское.
По данным переписи в 2002 году постоянного населения не было.